# Gangga (köping i Kina, lat 28,57, long 86,61)
Gangga (kinesiska: 岗嘎, 岗嘎镇) är en köping i Kina. Den ligger i den autonoma regionen Tibet, i den sydvästra delen av landet, omkring 460 kilometer väster om regionhuvudstaden Lhasa. Antalet invånare är 6 850. Befolkningen består av 3 312 kvinnor och 3 538 män. Barn under 15 år utgör 26,0 %, vuxna 15-64 år 67 %, och äldre över 65 år 5,0 %.
Genomsnittlig årsnederbörd är 764 millimeter. Den regnigaste månaden är juli, med i genomsnitt 192 mm nederbörd, och den torraste är november, med 5 mm nederbörd.